# El Hammamet
El Hammamet (în arabă الحمامات الرومانية) este o comună din provincia Alger, Algeria.
Populația comunei este de 23.990 de locuitori (2008).